# Festuca donax
Festuca donax — вид рослин з родини тонконогові (Poaceae), ендемік Мадейри.

## Опис
Багаторічна трав'яниста рослина, росте в щільних жмутках. Стебла 60–120 см. Листові пластини шириною 5–10 мм, поверхні гладкі. Лігула 3–5 мм завдовжки. Суцвіття — відкрита еліптична похила волоть 18–30 см завдовжки. Колоски поодинокі. Родючі колоски стебельчасті. Колоски складаються з 2–3 родючих квіточок, зі зменшеними квітками на вершині. Колоски еліптичні або довгасті; з боків стиснуті, 5.5–6.5 мм довжиною; розпадаються в зрілості; роз'єднуючись нижче кожної родючої квітки. Колоскові луски коротші ніж колоски. Нижня колоскова луска ланцетна, 4.5–5.3  мм довжиною, 0.8–0.9 від довжини верхньої колоскової луски; верхівки загострені. Родюча лема яйцеподібна, довжиною 4.4–5.2 мм, без киля; 5-жильна. Поверхня леми груба на дотик. Пиляків 3, довжиною 3 мм. Зав'язь гладка. Зернівка гладка.

## Поширення
Ендемік архіпелагу Мадейра.